# Tour de França de 1962
El Tour de França 1962 té la particularitat del retorn als equips patrocinats per una marca comercial, i es va deixar de banda els equips nacionals que hi havien pres part les darreres edicions.
La sortida a Nancy la van prendre quinze equips de deu ciclistes cadascun. Sols l'equip Saint Raphael-Hutchinson, de Jacques Anquetil, va arribar sencera a París. Ell serà, de nou el vencedor de la classificació general. Raymond Poulidor va participar per primera vegada en la cursa i va iniciar d'aquesta manera el seu particular duel amb Jacques Anquetil. Es creen els ports de muntanya de 4a categoria. Al mateix temps es puja per primera vegada el coll de la Bonette, el port de muntanya més alt dels Alps.

## Resultats

### Classificació general
| Classificació General                 | Classificació General | Classificació General | Classificació General |
| ------------------------------------- | --------------------- | --------------------- | --------------------- |
| 1.                                    | Jacques Anquetil      | França                | 114h31'54"            |
| 2.                                    | Jozef Planckaert      | Bèlgica               | a 4'59"               |
| 3.                                    | Raymond Poulidor      | França                | a 10'24"              |
| 4.                                    | Gilbert Desmet        | Bèlgica               | a 13'01"              |
| 5.                                    | Albertus Geldermans   | Països Baixos         | a 14'04"              |
| 6.                                    | Tom Simpson           | Regne Unit            | a 17'09"              |
| 7.                                    | Imerio Massignan      | Itàlia                | a 17'50"              |
| 8.                                    | Ercole Baldini        | Itàlia                | a 19'00"              |
| 9.                                    | Charly Gaul           | Luxemburg             | a 19'11"              |
| 10.                                   | Eddy Pauwels          | Bèlgica               | a 23'04"              |
| 150 participats, 94 acabaren la cursa |                       |                       |                       |

### Gran Premi de la Muntanya
| 1r | Federico Martín Bahamontes | 137 pts |
| 2n | Imerio Massignan           | 77 pts  |
| 3r | Raymond Poulidor           | 70 pts  |

### Classificació de la Regularitat
| 1r | Rudi Altig   | 173 pts |
| 2n | Emile Daems  | 144 pts |
| 3r | Jean Graczyk | 140 pts |

### Classificació per equips
| 1r | Helyett-St Raphael |

### Etapes
| Etapa  | Data         | Recorregut                      | km         | Guanyador             | Líder               |
| 1a     | 24 de juny   | Nancy - Spa                     | 253        | Rudi Altig            | Rudi Altig          |
| 2a (a) | 25 de juny   | Spa - Herentals                 | 147        | André Darrigade       | André Darrigade     |
| 2a (b) | 25 de juny   | Herentals - Herentals           | 23 (CRE)   | Flandria-Faema        | André Darrigade     |
| 3a     | 26 de juny   | Brussel·les - Amiens            | 210        | Rudi Altig            | Rudi Altig          |
| 4a     | 27 de juny   | Amiens - Le Havre               | 196,5      | Willy van den Berghen | Rudi Altig          |
| 5a     | 28 de juny   | Pont-l'Évêque - Saint-Malo      | 215        | Emile Daems           | Rudi Altig          |
| 6a     | 29 de juny   | Dinard - Brest                  | 235,5      | Robert Cazala         | Albertus Geldermans |
| 7a     | 30 de juny   | Quimper - Saint-Nazaire         | 201        | Hubert Zilverberg     | Albertus Geldermans |
| 8a (a) | 1 de juliol  | Saint-Nazaire - Luçon           | 155        | Mario Minieri         | André Darrigade     |
| 8a (b) | 1 de juliol  | Luçon - La Rochelle             | 43 (CRI)   | Jacques Anquetil      | André Darrigade     |
| 9a     | 2 de juliol  | La Rochelle - Bordeus           | 214        | Antonio Bailetti      | Willy Schroeders    |
| 10a    | 3 de juliol  | Bordeus - Baiona                | 184,5      | Willy Vannitsen       | Willy Schroeders    |
| 11a    | 4 de juliol  | Baiona-Pau                      | 155,5      | Eddy Pauwels          | Willy Schroeders    |
| 12a    | 5 de juliol  | Pau-Saint-Gaudens               | 207,5      | Robert Cazala         | Tom Simpson         |
| 13a    | 6 de juliol  | Luchon - Superbagnères          | 18,5 (CRI) | Federico Bahamontes   | Jozef Planckaert    |
| 14a    | 7 de juliol  | Luchon - Carcassona             | 215        | Jean Stablinski       | Jozef Planckaert    |
| 15a    | 8 de juliol  | Carcassona - Montpeller         | 196,5      | Willy Vannitsen       | Jozef Planckaert    |
| 16a    | 9 de juliol  | Montpeller - Ais de Provença    | 185        | Emile Daems           | Jozef Planckaert    |
| 17a    | 10 de juliol | Ais de Provença - Juan-les-Pins | 201        | Rudi Altig            | Jozef Planckaert    |
| 18a    | 11 de juliol | Juan-les-Pins - Briançon        | 241,5      | Emile Daems           | Jozef Planckaert    |
| 19a    | 12 de juliol | Briançon - Aix-les-Bains        | 204,5      | Raymond Poulidor      | Jozef Planckaert    |
| 20a    | 13 de juliol | Bourgoin-Jallieu - Lió          | 68 (CRI)   | Jacques Anquetil      | Jacques Anquetil    |
| 21a    | 14 de juliol | Lió - Pougues-les-Eaux          | 232        | Dino Bruni            | Jacques Anquetil    |
| 22a    | 15 de juliol | Nevers - París                  | 271        | Rino Benedetti        | Jacques Anquetil    |